# Королівство Польське (1815—1916)
Королівство Польське (пол. Królestwo Polskie) або Царство Польське (рос. Царство Польское) — автономна польська держава у складі Російської імперії в 1815–1874 роках. Утворена на основі Варшавського герцогства, шляхом конституційної персональної унії з Російською імперією, згідно з рішеннями Віденського конгресу. Займала територію Люблінського, Лодзинського, Мазовецького, Підляського і Свентокшиського воєводств Польщі. Голова держави — російський імператор, він же — король Польщі (у російських документах — цар).
Мала обмежене самоврядування, сильно урізане внаслідок поразки Листопадового повстання (1830—1831) і Січневого повстання (1863) років. Поступово втратила автономію, перетворившись 11 січня 1874 року на Варшавське генерал-губернаторство (неофіційна назва Привіслянський край).
1916 року відновлене Центральними державами як Королівство Польща. В іноземній історіографії також — Російська Польща, Конгресове королівство (пол. Królestwo Kongresowe).

## Історія
Королівство Польське Конгресове було утворене з Варшавського герцогства згідно з рішеннями Віденського конгресу 1815 року, коли європейські держави перебудовували Європу після наполеонівських війн. Утворення Царства Польського обумовило поділ польських земель між Росією, Австрією та Пруссією. Царство Польське втратило статус незалежної держави в 1831 року. Хоча назва залишалась в офіційному російському використанні, пізніше у роки російського правління назва поступово замінювалося (хоча неофіційно) на Привіслянський край. Після поразки повстання 1830—1831 окремі адміністративні установи були скасовані, проте навіть після цього територія зберегла деяку міру самоврядування.
Королівство Конгресове мало площу 128 500 км² і населення приблизно 9,4 мільйонів осіб (1897 рік). Створена Конгресом держава була однією з найменших в історії форм польської державності та квазідержавності: менша, ніж Варшавське герцогство, і набагато менша, ніж І Річ Посполита, яка мала населення 10 мільйонів, площа території 1 млн км² (до Шведського Потопу це була одна з наймогутніших держав Європи, до 1772 року — найбільша після Росії)). Населення Царства Польського досягло 6.1 мільйонів у 1870, 10 мільйонів у 1900. Більшість етнічних поляків Російської імперії мешкали в Царстві Польському, хоча деякі області за його межами мали велику частку польського населення.
Царство Польське значною мірою з'явилося як результат зусиль міністра закордонних справ Російської імперії, поляка Адама Єжи Чарторийського, який прагнув відродити Польську державу в альянсі з Росією. Формально Царство Польське на початку свого існування було однією з небагатьох конституційних монархій у тодішній Європі.

### Напівнезалежність
Теоретично Королівство Польське Конгресове в його первинній формі було напівавтономною державою в персональній унії з Росією під егідою російського царя. Держава мала Конституцію, одну з найліберальніших в Європі 19 століття, законодавчий Сейм був підзвітний перед царем, власну армію, власну грошову одиницю, бюджет, кримінальний і цивільний кодекси і митницю на кордоні з рештою російських земель.
Хоча Польща мала демократичні традиції («золота воля»), і польська шляхта глибоко шанувала особисту свободу, фактично царі мали автократичну владу, і не мали бажання поступатися нею. Опозиція до імператора підлягала переслідуванню, і польський закон міг бути проіґнорований російськими посадовими особами. Абсолютистська влада Росії унеможливлювала встановлення ліберальних традицій та інститутів у Царстві Польському. Незалежність Королівства тривала 15 років; спочатку Олександр І мав титул царя Польщі і був зобов'язаний дотримуватися конституції. З часом ситуація змінилася — він надав наміснику, Великому Князю Костянтину Павловичу майже диктаторські повноваження. З часом Петербург перестав рахуватися з рішеннями Віденського конгресу. У 1819 Олександр І скасував свободу преси і ввів цензуру.
Опір російській владі почався в 1820-х рр. Російська секретна поліція на чолі з Миколою Новосільцевим почала переслідування польських конспіративних організацій, з 1821 цар почав переслідувати масонів, що представляли патріотичні традиції Польщі.
Починаючи від 1825, сесії Сейму відбувалися таємно.

### Повстання і втрата автономії
Наступник Олександра I, Микола I, був коронований королем Польщі 24 травня 1829 у Варшаві, але він відмовився присягати на вірність полякам, дотримуватися Конституції, продовжував обмежувати незалежність конґресового Королівства. За правління Миколи I впроваджували в життя ідеологію «офіційної народності» російського міністра освіти графа Уварова («Православ'я, Самодержавність, Народність»). Щодо поляків ці ідеї мали на меті асиміляцію, яка перетворила би їх на лояльних православних росіян.
Православна Церква в Російській імперії фактично була частиною держави, інші релігії були дискриміновані. Папські булли в Царстві Польському не могли бути оголошенні без згоди російського уряду.
Все це призвело до незадоволення й опору поляків. У січні 1831 року Сейм детронізував російського імператора як короля Польщі (у відповідь на його повторне урізування конституційних прав). Цар відреагував скеруванням російських військ до Польщі і придушенням повстання.
Після 11-місячної воєнної кампанії конґресове Королівство втратило свою напівнезалежність, згодом було остаточно інтеґроване до Росії. Це було узаконено через видання імператором Органічного статуту Царства Польського (1832), який скасував у Польщі конституцію, власну армію та законодавчі збори. Наступні 30 років серія заходів зв'язувала Царство Польське дедалі більше з Росією. У 1863—1864 рр. чергове польське повстання було придушено, результатом чого було скасування окремого статусу Царства Польського, і край був остаточно об'єднаний з Російською імперією.
Замість «Царства Польського» увійшла до вжитку назва «Привіслянський край», яке стало намісництвом під контролем намісника. У 1880-х рр. державною мовою там стала російська, а польська мова була заборонена як у офіційному вжитку, так і в освіті.
У 1912 східні частини Люблінської та Седлецької губерній Привіслянського краю, у значній мірі заселені православними українцями, були перетворені на окрему Холмську губернію, яку вилучили з Королівства Польського та приєднали до решти Російської імперії.
Територію Царства Польського Росія втратила 1915 року внаслідок німецько-австрійського наступу під час Першої світової війни. Центральні держави створили на ній Королівство Польщі.

## Адміністративний устрій

### 1816—1837
Спершу Королівство Польське за адміністративно-територіальним поділом складалося з 8 воєводств, які поділялися на 77 повітів та 51 міську общину. Перелік воєводств:
- Августівське воєводство
- Каліське воєводство
- Краківське воєводство
- Люблінське воєводство
- Мазовецьке воєводство
- Підляське воєводство
- Плоцьке воєводство
- Сандомирське воєводство

### 1837—1918

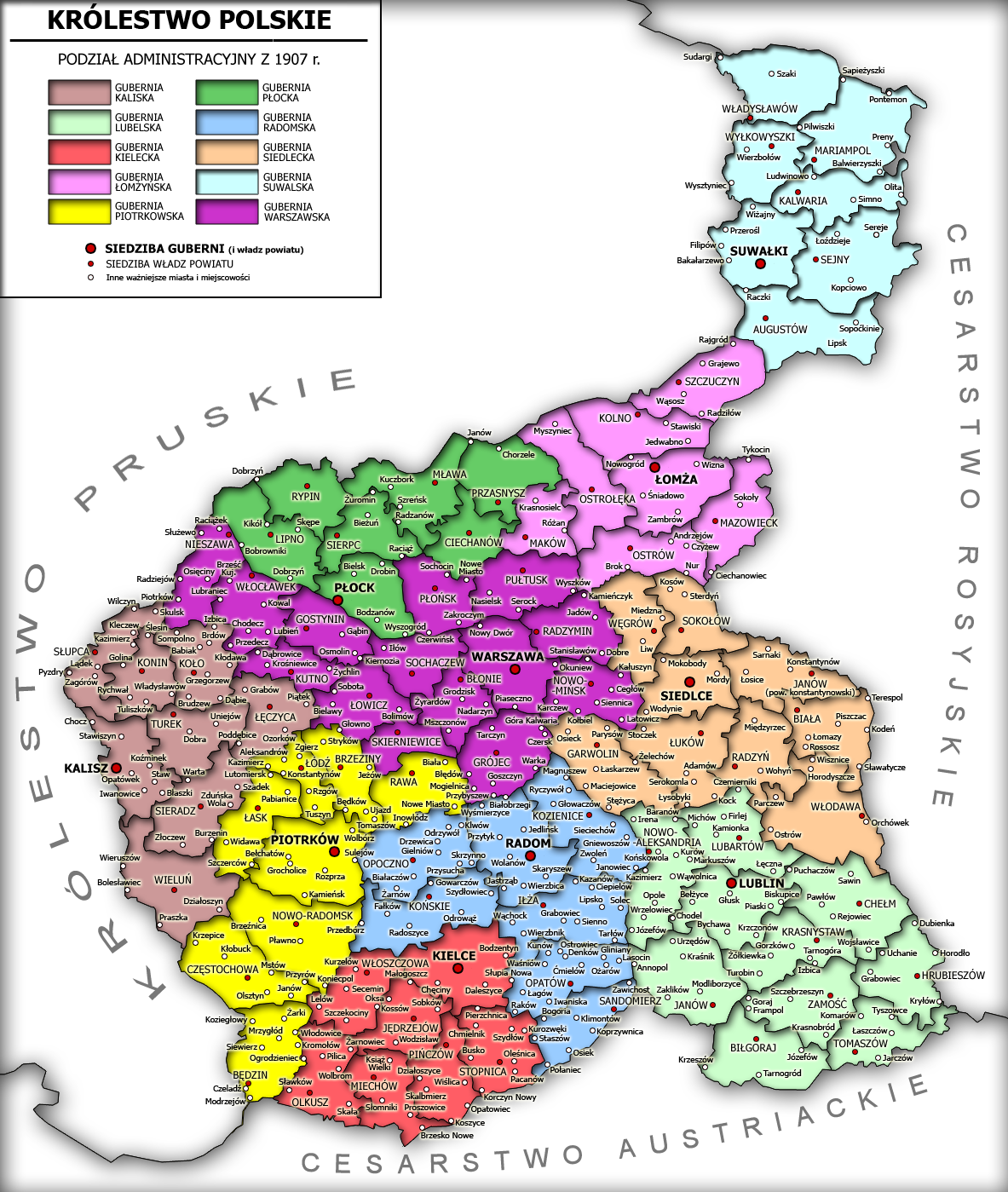
Адміністративний устрій у 1907 році

У 1837 році воєводства були перетворені на губернії. Перелік губерній:
- Августівська губернія (1837—1866)
- Варшавська губернія (з 1844)
- Каліська губернія (1837—1844, з 1867)
- Келецька губернія (1841—1844, з 1867)
- Краківська губернія (1837—1844)
- Ломжинська губернія (з 1867)
- Люблінська губернія
- Мазовецька губернія (1837—1844)
- Петроковська губернія (з 1867)
- Підляська губернія (1837—1844)
- Плоцька губернія
- Радомська губернія (з 1844)
- Сандомирська губернія (1837—1844)
- Сідлецька губернія (1867—1912)
- Сувальська губернія (з 1867)

## Населення
У 1819 році в Королівстві Польському налічувалося 3 438 718 осіб, з яких 2 769 031 римо-католик (80,53 %), 294 859 євреїв (8,57 %), 194 699 греко-католиків (5,66 %), 143 865 лютеран (4,18 %). У 1827 році в королівстві налічувалося 453 міст і містечок.
У 1838 році чисельність населення Королівства Польського становило 4 344 392 особи, з них:
| Віросповідання  | Вірян     | %       |
| --------------- | --------- | ------- |
| Римо-католики   | 3 434 694 | 79,06 % |
| Євреї           | 455 330   | 10,48 % |
| Греко-католики  | 233 179   | 5,37 %  |
| Лютерани        | 212 304   | 4,89 %  |
| Кальвіністи     | 4432      | 0,10 %  |
| Старовіри       | 3532      | 0,08 %  |
| Православні     | 1788      | 0,04 %  |
| Меноніти        | 1095      | 0,03 %  |
| Мусульмани      | 564       | 0,01 %  |
| Моравські брати | 144       | 0,003 % |
| Разом           | 4 344 392 |         |

У 1848 році в Королівстві Польському проживала 4 790 061 особа, з них 3 731 579 римо-католиків (77,90 %), 548 179 євреїв (11,44 %), 260 324 євангельських християн (5,43 %), 260 324 греко-католиків (4,92 %). Міське населення — 1 114 484 осіб (23,27 %), сільське — 3 675 577 осіб (76,73 %).
Внаслідок політичних потрясінь та епідемії холери в 1847—1849, 1852, 1854—1855 роках призвели до скорочення чисельності населення з 4,87 млн у 1846 році до 4,67 млн у 1855 році. У 1885 році налічувалося 115 міст, у яких проживало 1 227 643 осіб (16 %), з них майже половина були євреями (601 279 осіб або 47,06 %).
За переписом населення Російської імперії 1897 року в Королівстві Польському проживало 9 402 253 осіб. Розподіл населення за мовою згідно з переписом 1897 року:
| Мова       | Осіб      | Відсоток |
| ---------- | --------- | -------- |
| польська   | 6 755 503 | 71,85 %  |
| єврейська  | 1 267 194 | 13,48 %  |
| німецька   | 407 274   | 4,33 %   |
| українська | 335 337   | 3,58 %   |
| литовська  | 305 322   | 3,25 %   |
| російська  | 267 160   | 2,84 %   |
| білоруська | 29 347    | 0,31 %   |
| інші       | 35 116    | 0,37 %   |
| Разом      | 9 402 253 | 100 %    |

Розподіл населення за релігією згідно з переписом 1897 року:
| Віросповідання | Осіб      | Відсоток |
| -------------- | --------- | -------- |
| римо-католики  | 7 031 949 | 74,79 %  |
| юдеї           | 1 321 100 | 14,05 %  |
| православні    | 607 591   | 6,46 %   |
| лютерани       | 414 769   | 4,41 %   |
| інші           | 26 844    | 0,29 %   |
| Разом          | 9 402 253 | 100 %    |

## Освіта, наука, культура
- «Велика загальна ілюстрована енциклопедія» (1890—1914) — тогочасна найбільша універсальна енциклопедія польською мовою.